# 汉诺威地区
汉诺威地区（德語：Region Hannover）位于德国下萨克森州中南部的一个县级特殊地方联合体，于2001年11月1日由汉诺威县和汉诺威市合并而成。

## 地理
汉诺威地区西面与绍姆堡县和威悉河畔宁堡县，北面与海德县和策勒县，东面与吉夫霍恩县和派讷县，南面与希尔德斯海姆县和哈默尔恩-皮尔蒙特县相邻。